# Valentin Lavillenie
Valentin Lavillenie (Barbezieux-Saint-Hilaire, 16 luglio 1991) è un astista francese.

## Biografia
Ha cominciato a saltare con l'asta nel Cognac Athletic Club sotto la guida del padre Gilles Lavillenie. Il fratello Renaud, è stato campione olimpico a Londra 2012 e dal 15 febbraio 2014, con la misura di 6,16 metri, è detentore del record mondiale di salto con l'asta indoor.
Si è qualificato ai Giochi del Mediterraneo del 2013, che si sono svolti nel mese di giugno a Mersin, dove si è classificato quinto con la misura di 5,20 metri, terminando la competizione alle spalle dell'italiano Giuseppe Gibilisco, del francese Kévin Menaldo, dell'italiano Giorgio Piantella e del greco Dimitrios Patsoukakis.
Ai Mondiali di Mosca 2013, dopo aver superato le qualificazioni classificandosi 11º con 5,55 metri, ha concluso la finale senza misura con tre errori a 5,50 metri.

## Palmarès
| Anno | Manifestazione           | Sede     | Evento           | Risultato      | Prestazione | Note                          |
| ---- | ------------------------ | -------- | ---------------- | -------------- | ----------- | ----------------------------- |
| 2013 | Giochi del Mediterraneo  | Mersin   | Salto con l'asta | 5º             | 5,20 m      |                               |
| 2013 | Europei U23              | Tampere  | Salto con l'asta | Bronzo         | 5,50 m      |                               |
| 2013 | Mondiali                 | Mosca    | Salto con l'asta | Finale         | nm          |                               |
| 2013 | Giochi della Francofonia | Nizza    | Salto con l'asta | Oro            | 5,50 m      |                               |
| 2015 | Europei indoor           | Praga    | Salto con l'asta | 6º             | 5,65 m      |                               |
| 2017 | Mondiali                 | Londra   | Salto con l'asta | 14º (q)        | 5,60 m      |                               |
| 2019 | Mondiali                 | Doha     | Salto con l'asta | 6º             | 5,70 m      |                               |
| 2021 | Europei indoor           | Toruń    | Salto con l'asta | Argento        | 5,80 m      | Miglior prestazione personale |
| 2021 | Giochi olimpici          | Tokyo    | Salto con l'asta | 17º (q)        | 5,65 m      |                               |
| 2022 | Mondiali indoor          | Belgrado | Salto con l'asta | 4º             | 5,85 m      | Miglior prestazione personale |
| 2022 | Mondiali                 | Eugene   | Salto con l'asta | nm (q)         | nm (q)      |                               |
| 2022 | Europei                  | Monaco   | Salto con l'asta | Qualificazione | nm          |                               |
| 2023 | Europei indoor           | Istanbul | Salto con l'asta | 15º (q)        | 5,40 m      |                               |